# Senki 2.
A Senki 2. (eredeti cím: Nobody 2) 2025-ös amerikai akcióthriller, amelyet Derek Kolstad és Aaron Rabin forgatókönyvéből Timo Tjahjanto rendezett, Kolstad története és karakterei alapján. A 2021-ben bemutatott Senki című film folytatása. A főbb szerepekben Bob Odenkirk, Connie Nielsen, RZA, Michael Ironside, Colin Salmon, Billy MacLellan, Gage Munroe, Christopher Lloydn Colin Hanks, John Ortiz és Sharon Stone látható.
Észak-Amerikában 2025. augusztus 15-én mutatja be a Universal Pictures, míg Magyarországon 2025. augusztus 21-én jelenik meg a UIP-Dunafilm forgalmazásában.

## Szereplők
| Szerep            | Színész           | Magyar hang        |
| ----------------- | ----------------- | ------------------ |
| Hutch Mansell     | Bob Odenkirk      | Mihályfi Balázs    |
| Becca Mansell     | Connie Nielsen    | Kisfalvi Krisztina |
| Wyatt Martin      | John Ortiz        | Görög László       |
| Harry Mansell     | RZA               | Gémes Antos        |
| Abel seriff       | Colin Hanks       | Szatory Dávid      |
| David Mansell     | Christopher Lloyd | Harsányi Gábor     |
| Lendina           | Sharon Stone      | Básti Juli         |
| Eddie Williams    | Michael Ironside  |                    |
| A borbély         | Colin Salmon      | Bognár Tamás       |
| Charlie Williams  | Billy MacLellan   |                    |
| Brady Mansell     | Gage Munroe       | Bauer Gergő        |
| Kartoush          | Daniel Bernhardt  | Debreczeny Csaba   |
| Sammy Mansell     | Paisley Cadorath  | Schmidt Regina     |
| Toby              | Daniel Maclnnis   |                    |
| fürdőző nyugdíjas | Cindy Myskiw      |                    |
| pincérnő          | Zara Longe        |                    |

### Magyar változat
- Főcím: Galambos Péter
- Magyar szöveg: Speier Dávid
- Felvevő hangmérnök: Csomár Zoltán
- Vágó: Simkóné Varga Erzsébet
- Gyártásvezető: Kincses Tamás
- Szinkronrendező: Nikodém Zsigmond
- Produkciós vezető: Hagen Péter

A szinkront a Mafilm Audio Kft. készítette el.

## A film készítése
2021 márciusában Connie Nielsen érdeklődését fejezte ki, hogy újra eljátssza Becca Mansell szerepét a Senki folytatásában. A színésznő kijelentette, szeretne többet megtudni Hutch és Becca háttértörténetéről, miközben elmondta, hogy az első film forgatásán zajlottak a megbeszélések arról, hogyan találkozott a két karakter. Ugyanezen év júniusában bejelentették, hogy Derek Kolstad már dolgozik a folytatás megírásán, bár a stúdió még nem adott zöld utat a projektnek. 2022 márciusában a 87North Productions a közösségi médiában jelentette be, miszerint a stúdió már nagyon várja a Senki 2. elkészítését, ugyanakkor még nem jelentettek be hivatalos gyártási dátumot. Augusztusában David Leitch megerősítette, hogy a forgatókönyvön dolgoznak, és kijelentette, a stúdió elkötelezte magát a folytatás elkészítése mellett.
2022 decemberében Kelly McCormick bejelentette, hogy a folytatás hivatalosan is elkészül, és a forgatást 2023-ra tervezik. 2024 januárjában Nielsen megerősítette, hogy a folytatás fejlesztései folyamatban vannak, emellett az első részből ismert szerepét újra eljátssza. Márciusban Leitch hivatalosan is bejelentette, hogy a forgatás 2024 végéig megkezdődik, míg Nielson becca szerepében tér vissza. Még ugyanebben a hónapban kiderült, a film rendezésére az indonéz rendező Timo Tjahjantót (angol nyelvű debütálásában) szerződtették, a forgatókönyvet pedig Kolstad, Aaron Rabin, Bob Odenkirk és Umair Aleem írta. Júliusban Sharon Stone egy meg nem nevezett szerepben csatlakozott a szereplőgárdához, míg Christopher Lloyd az első filmből ismert David Mansell szerepét játssza újra. Augusztusban Colin Hanks is csatlakozott a szereplők köreihez. Szeptemberben John Ortiz csatlakozott a stábhoz egy nem közölt szerepben, miközben Tjahjanto az egyik tweetjében elárulta, hogy RZA ismét eljátssza Harry Mansell szerepét. Michael Ironside Eddie Williamsként tér vissza a filmben.
A forgatás 2024. augusztus 6-án kezdődött Winnipegben, és szeptember 26-án fejeződött be.